# Powiat Riviera
Riviera (wł. Circolo di Riviera) – powiat w Szwajcarii, w kantonie Ticino, w okręgu Mendrisio. Siedziba administracyjna powiatu znajduje się w miejscowości Biasca. 
Powiat składa się z dwóch gmin (comune) o powierzchni 145,62 km² i o liczbie mieszkańców 10 298.

## Gminy
| Nazwa gminy | Liczba mieszkańców 31 grudnia 2021 | Powierzchnia km² |
| ----------- | ---------------------------------- | ---------------- |
| Biasca      | 6 100                              | 59,09            |
| Riviera     | 4 254                              | 86,53            |

## Zmiany administracyjne
- 2 kwietnia 2017
  - przyłączenie gmin Cresciano, Iragna, Lodrino i Osogna do gminy Riviera